# José Sócrates
José Sócrates Carvalho Pinto de Sousa [ʒuˈzɛ ˈsɔkɾɐtɨʃ], född 6 september 1957 i Vilar de Maçada i distriktet Vila Real, är en portugisisk politiker och Portugals premiärminister mellan 2005 och 2011.
Sócrates är civilingenjör och har licentiatexamen. Han är medlem av Partido Socialista, Portugals socialdemokratiska parti, sedan 1981, och har varit parlamentsledamot sedan 1987.
1995 fick han, under António Guterres, sin första post i Portugals regering. Han utsågs två år senare till idrotts- och ungdomsminister, och ansvarade för organiseringen av fotbolls-EM 2004, och 1999 till miljöminister. Efter valet 2002 utträdde han ur regeringen och ingick i oppositionen. När Ferro Rodrigues avgick som partiledare 2004, valdes han till efterträdare med stor majoritet. Den 12 mars 2005 valdes han till landets premiärminister och efterträdde Pedro Santana Lopes.
Under andra halvåret 2007 var Sócrates ordförande för Europeiska rådet. Den 23 mars 2011 lämnade Sócrates in en avskedsansökan till Portugals president till följd av att regeringens förslag till ytterligare ekonomiska åtstramningar inte erhöll stöd från landets parlament. Efter att ha förlorat parlamentsvalet den 5 juni 2011 avgick han även som partiledare för Partido Socialista.
Sócrates är skild och har två barn.